# Исак Арон
Исак Арон или Исакий Арон (на средногръцки: Ισαάκ Ααρών или Ισαάκιος Ααρών) е византийски дворцов сановник и окултист от втората половина на XII в. – аколут (1166 г.) и преводач от латински език на император Мануил I Комнин до 1071 г., когато е наказан за измяна с ослепяване и конфискация на имуществото. Според Васил Гюзелев, Исак Арон е далечен потомък на българския цар Иван Владислав.

## Биография
Информацията за живота и кариерата на Исак Арон се съдържа в писанията на Никита Хониат и Йоан Кинам и изцяло се потвърждава от сведенията на Теодор Скутариот.
За произхода на Исак Арон в науката няма установено единно мнение. Най-разпространена сред изследователите е тезата за еврейския му произход, формулирана от Л. Ойкономос през 1918 г. и споделяна от изследователи като Виталиен Лоран и Варзос. Тя почива както върху двойното му еврейско име, с което се споменава в историята на Никита Хониат, така и върху информацията от последния, че Исак Арон бил родом от Коринт и на младини попаднал в плен на норманите, след като последните разграбили града през 1147 г. От други източници пък е известно, че по това време в Коринт има еврейски квартал, а норманите пленили някои от живеещите там евреи и ги отвели в Сицилия. Според българския изследовател Васил Гюзелев, Исак Арон най-вероятно е праправнук на българския цар Иван Владислав. Други изследователи предпочитат да не споменават нищо за произхода на Исак Арон, изтъквайки, че в двата основни източника за него тази информация се премълчава. Йоан Кинам например пише за него или като за латинянин по произход, или като за Арон, който изпълнявал длъжността аколут.
Хониат е категоричен, че Исак Арон научил латински език в Сицилия, където прекарал известно време в плен на норманите, а по-късно бил назначен за преводач (на гръцки: ὑποβολεύς, иповолевс) от латински език на император Мануил I по време на аудиенциите му с пратениците на западните народи в двора..
Йоан Кинам посочва, че след като се завърнал от плен около 1160/1161 г., Арон е назначен за аколут на Мануил I т.е. началник на варяжката гвардия – личната гвардия на императора. През 1167 г. Исак Арон е най-отявленият от интригантите, чиито клевети и машинации водят до низвергването и осъждането на протостратора Алексий Аксух.
За тези несправедливи според Хониат клевети Исак Арон по-късно получава справедливо и тежко наказание от правосъдието, но по съвсем друг повод. Уловили го да практикува магия – у него намерили модел на костенурка, а в корубата ѝ била поставена човешка фигурка с привързани за краката вериги и гвоздей, забит в гърдите ѝ. Освен това го осъдили и за притежание и четене от Соломоновата книга, с която можело да се призове цял легион от демони, които безусловно изпълнявали заповедите на този, който ги е призовал. Всъщност и Кинам, и Хониат са категорични, че от тези негови способности по-рано се възползвал и самият протостратор Алексий Аксух, който чрез приготвяните от Исак Арон чарове се опитвал да попречи на императрица Мария да роди мъжки наследник. Допуска се, че още тогава аколутът е изпълнявал двойна игра, благодарение на което императорът узнал за намереният на протостратора. Последният обаче не прекратил тайните си срещи с чародееца, дори след като императорът открито го изобличил..
Разбрало се и че, докато превеждал на западните пратеници по време на една аудиенция при императора, мислейки, че никой друг не го разбира, Арон предавал думите изопачени и съветвал латините да бъдат по-неотстъпчиви спрямо исканията на императора с цел да получат по-големи отстъпки от него и да спечелят по-голямо уважение в очите на своите съплеменници. Императорът напуснал аудиенцията в пълно неведение за манипулацията на Арон, но не с такова впечатление си тръгнала императрицата, която благодарение на западния си произход много добре разбрала какво казва Исак на пратениците. По-късно тя разказала всичко на съпруга си. Вероятно в действията си срещу аколута императрицата е водена и от мотива за лично отмъщение срещу мъжа, който преди време се опитвал да попречи на зачеването на дългоочаквания наследник на престола. Двойната игра на Исак Арон със западняците се доказала и от разкритията, че по времето на един венециански набег срещу Егеида от 1171/1172 г. лично той предал сведения на врага за местата, на които може да устрои засада на ромейския флот. Наяве излязъл и фактът, че аколутът се месил и в преписките на империята със западните кралства. Разгневен от измяната, император Мануил заповядал Исак Арон да бъде ослепен, а имуществото му – конфискувано.
Злата природа на Исак Арон обаче продължила да се проявява и след като той получил такова тежко наказание за злините си – до неговите съвети и услуги често прибягвал император Андроник I Комнин, който бил известен със страстта си към окултното. Исак Арон от своя страна разпалзвал жестокостта на императора, като го съветвал да наказва най-строго враговете си, без да се ограничава единствено до ослепяването им, а да ги предава на сигурна смърт или на по-жестоки мъчения. За пример Арон давал сам себе си, като изтъквал, че въпреки отнетото му зрение, докато дишал и можел да говори, все още бил способен да дава съвети и да наказва враговете си, чиито гърла собственият му език можел да прерязва като остър нож. По-късно император Исак II Ангел, който детронирал Андроник II, заповядал да отрежат езика на Исак Арон, за да получи последният отплата за коварството си и причинените злини.